# シュガービーチ
『シュガービーチ』は、下村トモヒロによる日本の4コマ漫画。『まんがタイムスペシャル』（芳文社）2010年6・7月号にゲスト掲載された後、同年8月号より2013年2月号まで連載された。

## 概要
海辺の街「常夏市」に所在する「九十九高校」には部活動としてビーチバレー部が存在する。この部、部員は今や部長の潮ただ一人という廃部寸前だったが、そこに新入生の主人公・みなと他4名が入部する。合計5名となり廃部を免れたビーチバレー部の日常を描くスポーツギャグ4コマ漫画である。

## 登場人物

### ビーチバレー部
上総 みなと（かずさ みなと）
主人公の1年生。髪型はシュシュでまとめたポニーテール。
幼馴染のエミ（後述）と一緒にビーチバレー部に入部。しかし運動神経ゼロで、その上サーブやスパイクが必ずあさっての方向に行ってしまうという、バレーボール選手として致命的な欠点を持っており、市民大会では20連続審判にボールを当てて反則負けという記録を作った。ただし、首を寝違えた時だけはスパイクが狙ったところに飛んでいく。頭は悪い。
作中では非常に地味な存在のようで、ビーチバレー部の話をしている女生徒から思い出してもらえなかった。更には直後に潮に許可をもらって部長へと昇格するも、やはり気付いてもらえなかった。さらにイメチェンを図って髪を下ろした状態ではモブキャラクター並の存在感でしかなくなってしまう。そのためか当初コミックス1巻の表紙は彼女ひとりだけが描かれる予定だったが、『みなとちゃんだけだと一抹の不安がある』とのことで、ビーチバレー部の全員が描かれることになった経緯がカバー裏で明かされた。
名前は千葉県富津市にあるJR内房線の「上総湊駅」から。
守谷 エミ（もりや エミ）
みなとの隣の家に住む、彼女の同級生で幼馴染。ショートカットの眼鏡っ娘。
しっかり者で、いつもみなとの世話を焼いてばかり。部活動も最初は株式研究会に入部するつもりが、どうしてもビーチバレー部に入りたい彼女をほっておけずに入部するハメになった。部ではマネージャー的ポジションとなっている。極まれに「もしもみなとが男だったら…」という妄想で変顔になり、彼女を怖がらせている（ただし、それを除いてもみなとに恋愛感情らしきものを持っているシーンがたまにある）。恋愛シミュレーションゲーム（「乙女ゲーム」）が趣味。
泳げて水も平気だが、海に入ることを極端に怖がる。「底が深く、鮫もいる」というのが理由。
不動堂 潮（ふどうどう うしお）
ビーチバレー部部長の2年生。ロングヘア。
学校始まって以来の運動神経の持ち主。普段の性格はクールだが、部活となると一変して熱血キャラになる。好きな言葉は「特訓」。「いつでも練習できるように」と私服の下にも水着（ビキニ）を着込んでいることが多く（しかも現在所有の下着は全て水着）、ここぞというタイミングで服を脱いでは練習しようと言い出す。
意外にもカワイイもの好きで、部屋にはぬいぐるみが多数置いてある。最近のお気に入りはアルパカのぬいぐるみ「アルパカーノ」。また中学の時にバレーボール部員だったのがビーチバレーに転向したのは「（バレーボールは）ユニホームがかわいくない」というのが理由。
バレンタインデーには女子生徒から大量のチョコレートをもらうなど人気は凄いが、その反面同学年の友人は少ない。そのせいか、休日は湊たち後輩に付き合うことが多い。
主将と言うこともあり基本的にはしっかりした性格だが、雪の降る中を水着で練習したり尊敬するバレー選手に中身がバレーボールのチョコレートを贈るなど、所々で強烈な天然ボケを炸裂させることも多く、部員からは「いじられ役」となる事も多い。
お酒は匂いを嗅ぐだけで酔うほど弱く、ノンアルコールのシャンメリーでも酔う。また、怖いものや虫は苦手。
家は道場。
南 千倉（みなみ ちくら）
1年生。髪は地面に付く程長く、ボリュームがある。部員で唯一、練習用水着でビキニやセパレートタイプではなく競泳用水着を着用している。
セパタクローとカポエイラを趣味とし、ビーチバレーでも身の軽さを生かしたトリッキーなプレーを身上とする。身も軽い一方で性格も軽く、本作のトラブルメーカーの一人。狡賢いところを時折見せており余計な一言で周囲を怒らせることも多く、特にエミとの相性は最悪に近い。会話の中に関西弁が交じる時もある。
普段はいつも寝ているかのような細い目だが、本気になると目が開く。
他のメンバーに比べてトビラ絵の登場回数が少ないことがカバー裏で言及されている。
母親は女優。
九十九里浜 奈子（くじゅうくりはま なこ）
1年生。大財閥の令嬢で、祖母が九十九高校の理事長。凄まじい世間知らずで、しばしば庶民向けの商品に感動している。
お嬢様ゆえの虚弱体質と内向的性格を改善すべく、ビーチバレー部に入部。顔は童顔だが胸は巨乳で、みなとの嫉妬の対象になることが多い。筋力は絵に描いたように貧弱で、辞書3冊を持つのが限界。
部室調達や花見ではそのすさまじい経済力を見せつける。
紫外線対策で練習時にも帽子や日傘はかかせないが、「陽に強くなりたい」と日焼けサロンに行ってもすぐにもとの美白肌に戻る。
彼女をめぐって結婚相手を決める格闘トーナメントも行われたそうだが、本人にその気がなかったために優勝者にお断りを入れて終了したらしい。

### それ以外の人物
北条 みなも（ほうじょう みなも）
バレーボール部員で、潮のクラスメート（2年生）。
潮とは中学時代にバレーボール部で一緒だったが、ビーチバレー部に入った潮をどうしてもバレーボール部に入れたいが為にあらゆる手段を取る。ただし、彼女のバレーの腕以外の部分を欲している様子が多々ある。
新井（あらい）
バレーボール部員。潮の強奪を企むみなもに、あきれながらも付き合っている。
選手としての実力、沈着冷静さと常識を備えた性格で、ビーチバレー部で言えばエミに近いタイプ。
コミックス1巻の描き下ろし4コマで、みなと・千倉とのビーチバレー対決で手を抜いていたことが判明した。
奈子のSP
数十人はいるとみられる奈子のボディーガード集団だが、出番はほとんどサングラスに黒のスーツで固めた同じコンビの男性2名。練習中の奈子をいつも草陰から見張っている。単行本第1巻に唯一登場する男キャラ。
沖ノ島 舞（おきのしま　まい）
九十九高校の養護教諭で、ビーチバレー部の顧問。ただし部活にはほとんど顔を見せない「幽霊顧問」。前任者の転任により「部活動中にアクシデントが起こっても責任は問われない」「週に一度はいい男を紹介してもらう」などの条件で顧問を引き受けた。常にやる気がなく、九十九里浜が倒れても彼のSPに看護させていて自身は全く手を出さない。
合コン好きで「仕事も家事もできるイケメンの金持ちの男」を捜している。その際みなとに「それならお金だけでいいじゃないですか」の意見に「愛も欲しい」と返し、みなとに心の中でめんどくさいと言われてしまった。よほどモテないらしく、ビーチバレー部がホワイトデーに男装してプレゼントを渡すと涙を流して「モテモテだ～！」と喜ぶほど。
沖ノ島 直行（おきのしま なおゆき）
舞の弟で九十九高とは別の高校に通う男子高校生。千倉に片想いしており、告白するも彼女とジャンケンで負けたことにより交際に至ることができなかった。この時は名前・素性は全く不明だったが、後に沖ノ島先生の弟ということが判明。直行も「千倉が姉が顧問の部活の部員」と知り驚愕する。
不動堂 血潮（ふどうどう ちしお）
潮の兄。家が道場であることから、詳細は不明だが武術をしている。
城崎 美麗（しろさき みれい）
十文字高校1年。同校ビーチバレー部所属。高校チャンピオンになるほどの腕を持つがペアの相手をほとんど信用せず、一人で勝ち進んできた。
特訓に来たみなととひょんなことからペアを組み、彼女をナンパしてきた男子バレー部員と対決するが、試合中にみなとの持つポテンシャルに気付き、ペアでプレーする楽しさを再発見。試合後もみなとを自分の学校に誘おうとする。
みなとが「大学生？」と思う程のプロポーションの持ち主だが、音痴で歌が下手なのが難点。
上総 みさと（かずさ みさと）
みなとの母。旧姓：中里。九十九高時代、エミの母・ルミとペアを組んでビーチバレーで全国優勝を果たしており、万年一回戦敗退の現在にあっては「伝説のペア」とされていた。なお娘はその事は知らず、「ビーチバレーをやっていた」程度の事しか聞いていなかった。ペアではスパイクを担当。
守谷 ルミ（もりや ルミ）
エミの母。旧姓：原岡。みさととのペアではレシーブを担当。現役の潮の全力スパイクもあっさりレシーブしてしまう。なおこの2人は「ビーチバレー経験者」という話が出る以前にも、いっしょにお出かけするなど仲がいいことを伺わせていた。
キャシイ・サンタモニカ
十文字高の留学生。アメリカ・カリフォルニア出身。公式戦で美麗とペアを組み、みなと・潮組と対戦。 千倉やみなとを見て、その可愛さに萌えている。

## 用語
九十九高校（つくもこうこう）
舞台となる私立の高校。砂浜沿いに所在。作中ではこれまで女子生徒しか登場していないが「女子校」であることは明記されていないので、実際には共学校か女子校なのかは不明。
ビーチバレー部の部室は廃部寸前だったために正規の部屋を追い出され階段下に移されてしまい、潮が部活の合間を縫って日曜大工で建設していた。その後奈子が理事長である祖母と交渉した結果、灯台の1階のスペースを部室として使わせてもらえるようになった。
ウォータースポーツ関係の部活動も充実。他にも「海の家研究会」や「サンドキャッスル部」が存在する。
常夏市（とこなつし）
舞台となる海辺の街。名前とは裏腹に冬も寒く、雪が積もることもある。

## 書籍情報
- 下村トモヒロ『シュガービーチ』 芳文社〈まんがタイムコミックス〉、全2巻
  1. 2011年8月21日発行（2011年8月6日発売）、ISBN 978-4-8322-6994-1
  2. 2013年1月22日発行（2013年1月7日発売）、ISBN 978-4-8322-5150-2